# Dănești (Harghita)
Dăneşti (in ungherese Csíkdánfalva) è un comune della Romania di 2 425 abitanti, ubicato nel distretto di Harghita, nella regione storica della Transilvania.
Nel 2002 da Dăneşti si è staccato il villaggio di Mădăraș, andato a formare un comune autonomo.
La maggioranza della popolazione (oltre il 98%) è di etnia Székely.